# 癸丑报灾
癸丑报灾是指1913年由于袁世凯执政的北洋政府当局对于对报业的查禁和整顿，造成大量记者被害被捕、报业萧条的事件，时逢农历癸丑年，所以在新闻史上被称之为癸丑报灾。但袁世凯政府对新闻界的钳制措施一直持续到洪宪帝制时期。
1913年宋教仁被刺杀后，新闻界的深入报道令当局颇为不满，镇压二次革命时，当局对反对派的报刊开始进行清理，报纸报人被警告传讯、打砸搜查、封门停业的事时有发生。同时国民党系报纸被全部查封。上海地区的《民立报》、《天铎报》虽因在租界未被查封，但也因在上海地区禁止销售而被迫停刊。民国元年全国报刊约500家，北京占1/5。“二次革命”后，北京报刊只剩20家，上海5家，汉口2家。据统计，到1913年底，全国继续出版的报纸只剩下139家，新闻出版遭受重大打击。1913年正逢农历癸丑年，当时新闻出版人将这一事件为“癸丑报灾”。
以下为袁世凯统治时期各年间查封报刊、报社事例统计。

## 1913年

### 5月
5月，开封《民立报》刊载了追悼宋教仁的对联，张镇芳便诬革命党为乱党，指使军警将住在金台旅馆的原该报记者敖瘦禅和查光复逮捕。
5月1日，袁世凯发布总统令，规定凡罪案未经审判前，报纸不得登载。同日，大总统府秘书厅查封北京《国风日报》、《国光新闻》、《中国报》，理由是其“任意诬蔑”。
5月3日，天津《新春秋报》因指斥袁为“杀人卖国贼”，经理被传讯、卖报的多人被拘。5月11日，《新春秋报》以“妨碍治安”被封。《赤县新闻》因批评袁政府，创刊不久即遭当局查封。
5月6日，京师警察厅总监王治馨具呈内务部，要求对北京各报所发号外传单实行预检，未经检查的号外传单一律没收。同日，京师警察厅查禁上海《民立报》附送传单“断送民国——大借款政策”。
5月12日，北京《国风日报》刊载《忠告政府与军警同胞》（副题为“对于民国为忠良，对于某氏为叛逆"）一文，触怒当局，被京师警察厅派出军警百余人强行包围，并以“登载叛逆之论说”、“煽动军警，妨害治安”等罪名，将该报协理裴梓青、编辑郭究竟及经理部门工作人员2人逮捕，交检察厅审讯；北京地方检察厅则发出传票，对《国风日报》记者吴虎头、张秋白、胡思平、王赓雅等实行传讯。
5月14日，济南《齐鲁民报》因本月8日所刊社论《为宋案敬告北方军界同胞》中有“政府而叛国民，军人不应听政府之命令”等语，山东都督周自齐指斥为“有意煽惑”，判罚500元（一说100元）、停版7日。该报恢复出版后不久，又遭当地靳师长强行查封。
5月18日，内务部查禁《照妖镜中之袁世凯》一书，此书由人物品评社出版，被指“语多荒诞”。
5月20日，邮政司查禁“煽惑之件”——“天津新闻界之波潮”，天津《新春秋报》印刷。同月，天津地方检察厅提起公诉，称天津《新春秋报》“污蔑大总统名誉”。
5月24日，杭州《浙报》因所刊《咄咄戒严期内之征兵》消息，透露浙江政府防范“二次革命”的秘情，被指为“捏造谣言”、“煽惑军心”、“有意扰乱治安”，强令自次日起停刊三星期。
5月26日，天津警察厅厅长杨以德特派军警拿捕天津《民意报》主持人赵铁桥，因赵不在，乃将报社全部捣毁，该报被迫停刊。
5月30日，北京京畿警察厅执法处派出军警百余人，搜查北京《国光新闻》社，迫使该报停刊3日。
5月31日，北京京师警察厅以“贮有关于煽惑军界之印刷物品”为由，派出军警搜查北京通讯社。该社文件、新闻电报稿件及所有存款、时表、戒指、零星贵重物件，全被抄走。

### 6月
6月，黎元洪勾结法租界工部局以“危害民国”罪将湖南革命党人在汉口创办的《民国日报》查封，社长曾毅等人被捕入狱。
6月5日（一说24日），黎元洪同驻汉法领事会查封汉口《民国日报》，因为“报社藏有自上海潜来策动湖北独立之革命党人”，编辑周览、杨端六、曾毅、成希禹等人被捕。
6月12日，杭州《汉民日报》因所刊评论涉及浙江司法筹备处长范贤方及杭州地方检察厅厅长许畏三，记者邵振青（邵飘萍）被以庇护“乱党”的罪名捕入狱。
6月17日，内务部两次通令全国各报，不得对“宋教仁案”和善后大借款进行“谩骂”或“泄露机密”。
6月24日，汉口《震旦民报》用漫画的形式攻击讽刺袁世凯、黎元洪，随即便遭黎元洪串通驻汉英领事查封，编辑野马、邓狂言和漫画作者何铁华被捕，押往武昌。野马、何铁华被杀，邓狂言死于狱中。
6月27日，汉口《自由日报》被湖北当局查封，社长陈醒黄被捕，旋遇害。

### 7月
7月，袁世凯下令查封《天民报》等报刊；北京《新华报》被指“淆惑人心”遭封。
7月1日，开封革命党人炸毁开封火药局，袁世凯指示张镇芳借此逮捕开封《民立报》报社人员，罗飞声、敖瘦蝉、刘寿青、章培餘、邢贲臣等人被捕，其中敖、章二人旋即被害，报社于7月28日被封闭，罗飞声8月中旬遭杀害。
7月18日，江苏常州《公言报》发表社论《政治革命》，发行人戴彬、主笔丁立中因之被捕，报纸被迫停刊。
7月20日，京师警察厅以“淆惑军心”罪名查办北京《日日新闻》。
7月21日，北京《亚东新闻》因日前一则“九江北军战败，死伤1300人”的消息触怒袁政府，陆军部派出宪兵10余人包围报社，发行人刘绍传、经理彭佛公受到盘问。同日，北京《亚东新闻》（主持人仇鳌）遭陆军宪兵搜查停刊。
7月22日，京师警察厅借口20日北京《民国报》所发时评“扰害治安”、“鼓吹二次革命”，迫令该报停刊。同日，北京《民主报》遭宪兵20余人包围，工作人员陈某被捕，该报被迫停刊。
7月24日，浙江都督朱瑞下令查封《平民报》、《天钟报》、《浙报》、《浙江民报》、《浙声》和衢县《衢民新报》等“发表反袁言论”、“同情国民党”的报刊。（一说27日《衢民新报》被封）
7月25日，《湖南公报》、湖南通讯社被当地政府查封。
7月26日，上海《天铎报》、《民立报》、《民权报》遭查封，由邮政司“按交通部第二百五十五号训令办理”。
7月27日，北京《民主报》、《民国报》、《亚东新闻》、《华报》因“妨碍治安”遭邮政司查封。同日，邮政司以“乱党机关”罪名查禁上海租界内出版的《中华民报》。
7月31日，北京《中央新闻》因发表反袁言论被封，上海《民立报》在北京亦遭查禁。

### 8月
8月，广州《震旦报》、《粤东公报》因“言论激烈”被封，南昌《新闻迅报》亦因揭露袁世凯独裁阴谋被封。同月，福州《民心报》、《民世报》、《民听报》以及香港《实报》、《新民报》被封，南宁《民风报》因同情“二次革命”遭查封。
8月1日，上海《光华报》、《公论报》和天津《民意报》以及北京《正宗爱国报》、《京话报》遭邮政司以“淆惑人心”、“与时机有妨害”等罪名查封，《正宗爱国报》主笔丁宝臣及《京话报》彭翼仲被捕。同日，青岛国民党《即墨公报》被迫停刊。
8月2日，南京《中华报》因其“公然煽惑”，被内务部查封。
8月4日，江苏淞沪警察厅发布《禁绝乱党机关报纸》告示，禁止售卖《民权报》、《民立报》、《民强报》等报。同日，广西桂林警察厅借口桂林《通俗报》第257号所载要电“殊与时机有妨”，迫令该报停止发行。
8月6日，胡景伊以四报“时时造谣”、“意存煽乱”罪名查封《四川民报》、《人权报》、《四川正报》、《宪演报》，《四川民报》总编辑谭创之被捕，创办人李俊侠被杀。同日，重庆《新中华报》成都分销处被关闭，汉口邮政总局查禁上海《民立报》、《民权报》，以及长沙《国民日报》、《新民国日报》。
8月7日，内务部以“与时机有妨害”为由查封北京《京话日报》、《爱国报》，以及湖南“妨害治安”之《女权日报》。
8月11日，谢石钦在创办的共和党言论机关《讨报》被黎元洪饬令汉口警察厅查封，次日宣告停版。同日，成都《国民公报》、《四川日报》因“妄评政事”遭查封。
8月13日，吉林当局查封其所谓的“乱党机关”——《新吉林报》。
8月14日，广东《民治报》和《公论报》被内务部指其“语多捏造”而遭查封。同日，内务部又以“妨害治安”罪名查封哈尔滨《新东陲报》。
8月15日，温州《东瓯日报》被永嘉县知事冯守典以“赣事发生以来，照译上海《民立报》专电”，“造谣惑听”，“妨碍治安”等罪名，强行查封。同日，武汉《中华民国公报》被迫改组，撤换原总经理蔡良村、主笔苏宪民、张祝南等革命党人。
8月16日，邮政司查禁上海“民权报紧急启事”，指其“鼓簧全国耳目”，又以“乱党机关”罪名查封上海《民强报》、《平民报》和广东《华国报》、《民国魂报》。同日，京师宪兵营查禁统一党湘支部印刷发行所印刷的“与袁世凯书”、“民国近时新闻摘要”、“民国近时紧要文电号外”等“乱党印刷文件”。内务部亦于同日（一说9月12日）以“妨害治安”为由查封广东《香山纯报》。
8月17日，杭辛斋、邵飘萍主办的杭州《汉民日报》，由于“诋毁中央”、“包庇乱党”、“于地方治安有害”，被浙江省会警察厅勒令停版。同日，杭州《天钟报》被浙江当局查封。
8月18日粤督龙济光以“袒护逆党”、“煽惑国民”罪名，迫令广州《平民报》永远停版。
8月19日，邮政司以“语多悖谬”为由查封广东《粤声报》、长沙《国民日报》以及湖南《沅湘日报》。同日，北京《正宗爱国报》主笔丁保臣被判“收贿赂造谣”、“为秘党机关”等无理罪名，当日即遭处决；国务院密电福建都督孙道仁，封禁福州《福建民报》、《群报》、《共和报》等“乱党”报。同日（一说23日），江苏交涉使诬指上海《中华民报》所刊《叛逆之政府》、《讨亡国进步党》、《我看还是违命好》、《利害拼一掷耳》等评论“诋毁政府及袁大总统”，总编辑邓家彦被判押牢6个月、罚款500元。
8月20日，福州警察厅以“乱党机关”、“议论荒谬”为由查封福建《民报》、《共和报》和福州《群报》等几家报纸，主笔陈群、黄展云、记者祝茂顿等被捕。同日（一说9月8日），刘师复主编的广州《晦鸣录》周刊（又名《平民之声》）仅出两期，因宣传无政府主义遭粤督龙济光查封。
8月22日，山西《晋阳公报》因“言论谬妄”遭内务部查封。
8月23日，重庆《新中华报》、《国民报》被内务部以“妨害治安”为由查封。
8月25日，北京《国风日报》因反袁宣传被北洋当局封禁。
8月27日，内务部以“言论谬妄”为由查封广东梅县《培风日报》和浙江温州《东瓯日报》。同日，南昌《晨钟报》、《豫章报》“均系秘密党人机关”，被江西护军使李纯查封。
8月28日，邮政司以“有意煽惑”罪名查禁广东《平民报》。
8月29日，成都《国民公报》被查封。
8月30日，贾侠飞在北京泰来店再次被捕，英勇就义，年仅27岁。同日，江苏民政长查封无锡《锡报》。
8月31日，内务部以“妨害治安”罪名查封江西《峨民日报》、《晨钟日报》。

### 9月
9月，汕头《掞华报》因“任意鼓吹，意图煽惑”，被龙济光勒令“永远停版”，同时被龙济光“停售”和“严行取缔”的，还有在海口《琼岛日报》和梅县《培风日报》。
9月2日，浙江民政长指杭州《汉民日报》“语意荒谬”并将其查封。
9月4日，上海《民立报》出至第1036期被袁世凯查封。
9月9日，北京《国报》因其社论反对先举总统后定宪法，并攻击袁党梁士诒乃“御用党”，凌晨1时被京师警察厅封禁，经理黎国岳被捕。
9月10日，江苏常州地方审判厅诬指当地出版的《公言报》“附和乱党”，迫令停刊。
9月16日，广东汕头《大风报》因其“措词荒谬，摇惑人心”，被当地巡警局勒令停刊。
9月18日，《绍兴公报》因揭露绍兴县知事陆钟麟营私舞弊事被封。
9月21日，广州《震旦报》主笔康仲荦被广东都督龙济光扣留，送往宪兵队看押。
9月24日原《洞庭波》、《民声报》总编辑宁调元遭黎元洪杀害，汉口《民国日报》遭查封，编辑周览、杨端六、曾毅等被捕。
9月29日，安徽都督以“妨害治安”为由查封安庆《均报》。

### 10月
10月，江苏民政长以“语多捏造，妨害治安”为由查封上海《飞艇报》。同月，《长沙日报》、《国民日报》被袁党汤芗铭查封。
10月6日，驻汉法领事配合黎元洪，以“言论不正”为由查封汉口《中报》。
10月13日（一说29日，又一说30日），袁党赵秉钧指责北京《超然报》“肆意诋毁军人名誉”、“实足妨害时机"，京师警察总监昊炳湘次日勒令该报停刊，主编章纵瀛遭传讯。同日，龙济光对省内的《东莞日报》、《香山实报》、《民治报》、《公论报》、《粤声报》“一体勒令停版”。
10月26日，在新疆从事办报活动的革命党人冯特民，被新疆军阀杨增新（袁世凯任命为都督）杀害。

### 11月
11月，内务部查封广东国民党《掞华报》；国务院以“不加探访，任意登载”为由查封北京《群强报》。
11月1日，上海法租界内《民国西报》因“煽惑人心”遭邮政司查禁。
11月10日（一说15日，又一说8月间），广东警察厅查封广州国民党报纸，包括《中国日报》、《震旦报》、《国民报》、《粤东公报》、《民国报》、《民生报》、《觉魂日报》、《中原报》、《民生日报》。
11月13日，广西南宁《指南日报》总编辑何永福，因批评官办振南矿务公司垄断九府之利而触怒广西都督陆荣廷，被以“迭造蜚言，诬蔑政府”等罪名关押。
11月15日，湘督汤芗铭罚令长沙《湖南公报》停刊15天。
11月27日，国务院密电湖北军政府，严禁汪精卫在巴黎出版的《社会杂志》人境，如已寄达，一律“缴官焚毁”。

### 12月
12月，澳门《民声》因宣传无政府主义，被粤督串通澳门葡萄牙当局查封。
12月2日，京师警察厅以“有害治安”为由查禁旧金山《中华民国公报》。
12月5日，国务院以“淆乱事实”罪名查封北京《新社会日报》。
12月7日，内务部警务司通令禁止仰光《觉民日报》在国内公开发行。
12月12日，四川《醒群报》因其“宗旨不纯”遭内务部查封。同日，《共和三字经》“语多荒谬”，被京师警察厅查禁。
12月13日，上海《神州日报》因“登载不确新闻”遭内务部查封。
12月中旬，内务部命令淞沪警察厅查禁旧金山华侨主办的《中华民国公报》。
12月16日，大连《大陆杂志》因“内容悖谬”遭京师警察厅查封。
12月22日，湖南长沙《天民报》、《大同日报》因“附和民党，鼓吹乱事”被封。
12月26日，张勋查封常州《兰陵报》，并缉拿主笔。
12月27日，吉林省《吉铎日报》被勒令停刊。

### 某月
- 广州《讨袁报》创刊，总编辑谢英伯，当月被龙济光查封，仅出两期。
- 吉林市《新吉林》被查封。
- 上海《民国新闻》被查封。
- 彭翼仲复刊北京《京话日报》，不久被袁世凯查封。
- 内蒙古包头《一报》创刊，主编王平章。不久报纸被封，王平章被杀。
- 陈孝芬在武昌创办《正心报》，不久被查封。
- 张国恩主办的《湖北教育杂志》月刊被封。
- 《赤县新闻》在天津创刊不久即因指责袁政府被当地警察查封。

## 1914年

### 1月
1月，张樾在武汉创办的《中报》被禁。
1月7日，北洋政府以大总统名义通令各省切实查禁国民党印刷品，规定“如有散布或售卖该乱党各种印刷文件”者“从严惩办”。
1月10日，北京《新社会日报》时评中透露总理熊希龄窃取热河行宫古玩消息，以“关系个人名誉”、“挑动清宫恶感”等罪名被内务部查封。
1月21日，京师警察厅以“语多妨害治安”为由查禁仰光《觉民日报》。

### 2月
2月，成都《四川群报》被封。
2月3日，邮传局以“淆乱人心”为由查禁檀香山《自由新报》。
2月10日，邮传局再以“淆乱人心”为由查禁槟榔屿《光华日报》以及新加坡《南侨日报》。
2月20日，内务部查禁《共和五字经》，理由竟是其“诋毁前清”。

### 3月
3月5日，汉口各国租界公政厅西董会议，决定在租界章程中增加限制华文报纸出版的条款，规定凡华人在租界内开设报馆者，须先将宗旨报请公政厅批准给照之后，始能出版。“若其后来宗旨不正，罚金须在五百两以上，仍行勒令停版、迁出租界。”
3月14日，汉口《大汉报》因揭露鄂督段芝贵强买坤伶王克琴为妾事，触怒当道，被以“通匪”及“泄漏军事”嫌疑查封。社长胡石庵及编辑记者倪琴舫、金缄三、丁愚庵、彭蟫庵、朱钝根等13人被捕，胡石庵被判刑3年10个月，朱钝根被判1年1个月，丁、彭各被判3个月。（一说3月17日，汉口《大汉报》乃因刊登讽刺鄂督段芝贵献媚袁世凯长子袁克定的文章，被以勾结农民起义首领白朗的罪名查封，发行人胡石庵、撰述颜觐棠等10余人被逮捕，编辑余慈舫因“暗通江西讨袁军总司令李烈钧”罪被严加拷打、刺穿肩骨、锁以铁链，押赴武昌枪决。）

### 4月
4月1日，未经国会批准，袁世凯授意国务总理孙宝琦签署颁布《报纸条例》35条。

### 5月
5月8日，广东汕头《竞正日报》、《公言日报》、《大东报》等因报道潮梅兵变消息，遭潮梅绥靖督办吴祥达查封，三报经理、编辑李伯约、林秀宕、邱醒虎分别被捕。此前吴祥达在在《新华报》社内搜获“三民党印一颗”，主笔蔡则康及杂役等共50人因此被捕，“闻有一概枪毙之消息”。
5月上旬，广州《觉魂日报》也因报道潮梅兵变，刊出“乱党檄文”，被龙济光查封，编辑欧阳寿石等4人被捕。龙济光本欲施行枪决，幸有驻广州美领事交涉，遂改为“从宽处理”。
5月11日，《北京日报》刊登“陆军部请添次长”消息一则，被宪兵指为“捏造谣言”，强令更正。几日后，徐树铮受任陆军部次长的消息正式公布，始知此事并非捏造。
5月16日，广州《岭华日报》、《大公日报》所刊“福亨押遇劫”消息，涉及济军士兵，被龙济光以“污蔑军士行劫”的罪名罚令两报停刊3天，并下令各报“一律不准妄登”未经政府公布的“此类事项”。
5月18日，广东《竞业日报》因“诋毁政府”遭内务部查封。

### 6月
6月30日，由冯自由、黄兴在旧金山主办的《少年晨报》、《民国杂志》因其“专攻政府”遭到京师警察厅查禁。同日，交通部以“淆乱政体”罪名查禁日本东京《民国杂志》。

### 7月
7月，《湖南公报》因报道郴州、衡阳发生兵变消息，被湘督汤芗铭指为泄漏军事机密，罚停刊2个月。同月，汤芗铭又以反袁的罪名拘捕《湖南通俗教育报》发行人何劲（雨农），判刑6个月。
7月23日，北京《大自由报》因所刊军事消息与事实稍有出人，被陆军部指为“无端造谣”，勒令停刊，编辑2人被陆军部所派宪兵送至警厅拘押。
7月25日，北京《醒华报》以本日各省新闻栏所刊“四川制造步枪减重量”新闻一则，涉及军事秘密，该报负责人被陆军部饬宪兵营送至警厅，罚令停刊3天。
夏天，成都《醒群报》因刊出吴虞批孔子的文章，被袁政府内务部电令封禁。

### 8月
8月，重庆《正俗日报》因报道川督胡景伊“患肝病甚剧”消息，以“故意造谣，妨害治安”等罪名遭查封，发行人刘安国被捕。
8月12日，交通部以“专事反对政府”为由查禁日本东京《民国报》，主编田桐居正。
8月14日，前《大汉报》编辑余慈舫被湖北都督段芝贵以反袁罪名押送汉口满春园（一说杏初里）杀害，“先后共砍八刀始死”。余慈舫是7月17日在汉口被捕的，当时他刚从江西潜返汉口，秘密组织“救国接厉团”，准备从事反袁活动。

### 9月
9月，烟台警厅通知当地各报，所有新闻必须先一天送厅审查，经批准后始得见报。
9月14日，南昌《天佣报》因9月11日社论《警厅有缢死鬼》有“煽动”嫌疑，该报负责人李玉文被判处有期徒刑2个月、缓刑3年，判罚该报停刊10天。
9月22日，广州《时敏报》、《共和报》、《七十二行商报》、《商权报》、《国报》、《人权报》等报刊一致刊登“日军强取骈马并不给值，华人却之遂被击毙”的消息，日本驻广州领事致函广东政府，要求饬令各该报馆“更正”。《时敏报》当日被广东警察厅查封，后因报界抗议改为停刊一星期。

### 10月
10月17日（一说11月期间），镇江《京江日报》所刊《卸任官烟土被获》新闻一则，涉及丹徒知事刘鸣复，被刘唆使卫队长王海珊率领多人将该报工作人员颜道生等捕送县署，该报被迫停刊。

### 11月
11月13日，交通部指纽约《民国公报》“议论极为悖谬”并将其查禁，主编谭民岩。
11月14日，袁政府以“信口雌黄，极为悖谬”等罪名，禁止美国纽约出版的中文《民国公报》在国内发行。

### 12月
12月，北京《国光新闻》被查封。
12月8日，南洋侨埠三宝垄“诛日救亡会”《抵制日货宣言书》因其“有碍邦交”遭外交部等部门查禁。
12月12日，内务部以“淆乱兵士意旨”为由查禁《改良新剧》。
12月15日，龙济光以“有意扰乱治安”、“淆乱观听”等罪名，禁止香港《共和报》、《大光报》、《人报》等进口广东。然而《大光报》实为宗教报纸，《共和报》则是康梁的言论机关，“向来拥护中央”、“绝非乱党机关”。
12月19日，交通部以“诬诋毁政府”为由查禁《万应救急方》。
12月26日，重庆《正论日报》因所刊消息触怒盐运使晏安澜，被藉端查禁，社长项执中、经理李钧铨被扣留。

### 某月
- 《花世界》因讽刺汉口警厅拟设娼妓诊所一事被警方禁销。
- 《唐风报》在武汉创刊，不料“空言招祸”，旋被查禁。

## 1915年

### 1月
1月6日，交通部以“扰乱治安”为由查禁《中国危矣》。
1月18日，交通部查禁《警告国人书》、《赵秉钧一夕话》、《邱王丕振遗书》，理由是其“诋毁山东交涉”、“乱党煽惑”。
1月23日，成都《国民公报》因刊载袁世凯亲信陈宦即将入川任职的消息，遭查封，罪名所谓“无端造谣，煽惑军心”。
春天，别号“吴虎头”的北京《国风报》主笔吴鼐、原北京《民主日报》总编辑仇亮，因反袁先后被枪杀。

### 2月
2月1日，浙江温州《瓯江报》、《飞霞报》、《醒报》揭露永嘉县承审员陆诵芬受贿枉法，被永嘉县知事查封，三报主笔被捕。承印三报的公懋印刷局接到官方通知：“不许再为该报等代印，如违即将该印刷局封闭。”
2月3日，《改良最新京调》因其“词旨悖谬”遭京师警察厅查禁。

### 3月
3月3日，昆明《滇声报》刊登时评《云南之实业教育观》指责巡按使任可澄裁减教育经费，被任饬令当地司法机关派出法警数十人强行搜查，并拘捕该报编辑李石公，该报被迫停刊。
3月11日，纽约《民气周报》“捏造诬构”而被交通部查禁。
3月15日，青岛警察厅宣布自即日起实行稿件预检制度，规定各报应在出版前一天将全部稿件送厅检查，通过后始得付印。
3月19日，交通部查禁《为日人横暴要求多款泣告全国救亡书》。

### 4月
4月，《湖南公报》因反对21条，遭到强行改组。
4月29日，交通部以“煽惑印刷物”为由，查禁了《男女合读新四书》、《民国还魂记》、《天道公司广文》、《勖桥日报》、《琼岛日报》、《生活日报》、《新爱国歌》、《留日学生全体泣告全国同胞书》、《寅报》、《晦鸣录》。

### 5月
5月7日，交通部以“煽乱印刷物”为由，查禁了《沈官一宣言书》、《爱国反日同志会泣告全国同胞书》、《哀告国民》、《为日人无理要挟警告国人书》、《日本灭亡我国之毒计》、《快快救亡》、《支那分割论》、《民国春秋》、《最新国民必读》。
5月12日，从日本发行的《中日文涉之真相》因其“煽惑人心”而被交通部查禁。
5月17日，《男女必读读本》“迹近煽乱”，遭到交通部查禁。
5月20日，《中华革命党总章宣言》被交通部查禁。
5月22日，交通部以“有害治安”为由查禁《揭衷书》、《周应时致全国国民书》。
5月29日，交通部以“乱党所为”罪名查禁《救国须知》、《大势去矣》、《誓不两立》。

### 6月
6月，汉口中华大学主办的《光华学报》因抨击21条，被地方当局封禁。同月，北京《警告同胞毋忘国耻》因“有害邦交”遭内务部查禁。
6月2日，何海鸣主编的上海《爱国晚报》因其“攻击政府”被交通部查封。
6月3日，交通部以“乱党机关”罪名查封香港《真报》、《人报》、《大光报》，同日查禁“煽乱”之《全国救亡书》。
6月5日，上海法租界内《救亡报》、《五七报》因“以图煽乱”遭交通部查封。同日，内政部以“妨害治安”罪名查禁蓝公武等所办《正谊》杂志。
6月7日，《招国魂》、《爱国诸君请看看中国要亡了》、《同胞乎何以救我国》、《留日学生警告同胞救国书》、《留日学生总会开会及经行纪略》、《抵制日货血书》、《恸吁国人书》等“煽乱印刷物”遭交通部查禁。
6月8日（一说16日），袁世凯政府内务部下令查禁《救国急进会宣言》、《救亡根本谈》、《纪念碑小说》、《中国白话报》、《爱国晚报》、《救亡报》、《五七报》、《公论报》等报刊及小册子。
6月12日，上海《公论报》因“措词煽惑”遭交通部查封。
6月19日，《军人一分子泣告同胞书》因“激动军人与日人构衅”遭交通部查禁。
6月23日，交通部以“淆惑人心”为由查禁《救亡急进会宣言》、《救亡根本谈》、《纪念碑小说》，同日查封上海《中国白话报》。

### 7月
7月，长沙《湖南公报》因刊载郴州兵变消息，被湖南当局罚停2个月。同月，重庆《危言报》编辑姚天笑因所发新闻触怒当地宪兵司令，被私行拘捕。
7月16日，交通部以“乱党伪托，意图煽惑”为由查禁《南洋华侨油印公函》。
7月20日，《降魔剑》因“主张革命”遭交通部查禁。
7月30日，“东辟”所著《最近之中日问题》，被交通部指为“妄捏邪说”查禁。

### 8月
8月6日，“梦生”所著《海外中华国民必读》因主张革命遭交通部查禁。
8月15日，北京《国是报》因“登载虚伪密谕”遭京师警察厅查究。

### 9月
9月，北京《天民报》因评论筹安会被封。
9月8日，袁世凯发令禁止报纸刊载议论国体的文电，命今称：“大总统谕：凡政界军界文电关于议论国体事件，应由内务部通告，各报馆一概不准登载。”
9月15日，邮政总局以“淆惑人心”为由查封上海《通俗杂志》。
9月17日，交通部以“妨害治安”罪名查封上海租界内的《甲寅》杂志和《正谊》杂志。（一说《甲寅》于10月10日出至第10期被查封）

### 10月
10月9日，上海《中华新报》因“专肆煽惑”遭交通部查封。
10月19日（一说26日），广州《觉魂报》“对于国体有意构煽”，被龙济光命令省城警察局查封，编辑黄笏南、赖逸民、黄益阶等4人受到传讯。
10月20日，内务部以“任意造谣”罪名查禁上海《时事新报》。
10月23日起，上海《时事新报》因反袁宣传被取消邮局挂号，即日起不能销往外埠。
10月下旬，龙济光宣布由都督府及省警察厅各派干员5人组成检查所，对省城各报稿件实行预检。26日，广州《通报》在《阳秋新语》栏发表反对帝制消息，被龙济光饬令广东警察厅封禁，主笔朱通儒被通缉。

### 11月
11月，《警华报》在四川成都创刊，出版不久即因触怒当局被查封，主笔叶树声、记者辛丹书等4人被捕、拘留12天。
11月1日，从日本寄来的《共和立宪同志会布告》因“反对帝制”遭内务部查禁。
11月6日，湖南省会警察厅查封长沙《湖南公报》。
11月9日，从日本寄来的《留日学界侨商宣言书》因“反对帝制”遭交通部查禁。
11月22日，《苏州日报》主笔吴生花因为刊出时评《西区巡警见死不救》，被以“破坏巡警名誉”的罪名被捕。
11月29日，上海《爱国报》日晚刊，因激烈鼓吹革命、反对帝制，主笔王血痕被法租界巡捕房押送会审公廨“讯办”，发行人简书等潜逃。

### 12月
12月，袁世凯政府下令全国报纸一律套红印刷“洪宪”年号，并要记者署“臣记者”。同月，北京《黄钟日报》、《亚细亚日报》因“措词失当”遭内务部法办。
12月11日，汉口《英文楚报》因“登载妄言”遭湖北省军政长官查封。
12月17日，杨玉桥、肖美成（肖敏成）向袁世凯官报《亚细亚日报》上海版投炸弹，被袁世凯当局逮捕。杨于次年1月4日、肖于次年1月27日被淞沪护军使判处死刑，当日遇难。
12月21日，内务部以“言论悖谬”为由，通令各省查禁上海《爱国报》及《中华新报》，并咨行交通部转饬各地邮局，对以上两报“一律停止邮递”。
12月25日，张季鸾等在上海创办《民信日报》，30日即遭禁止邮递。
12月27日，交通部以“词意悖妄”为由查禁《军人必读》。
12月28日，交通部以“言论悖谬”“希图煽惑”罪名查封上海法租界内《爱国报》，以及《海外维持国体联合会会启》、《古柏荃维持民国意见书》。
12月31日，交通部以“乱党煽惑机关”为由查封上海《民信日报》。

### 某月
- 福州《求是报》遭查封。
- 汪彭年受到袁党威胁，在北京一度被拘捕，被迫将上海《神州日报》出售给袁党帝制派议员孙钟（震东），使该报沦为帝制派的喉舌。
- 《甲寅》改在上海出版，旋即遭查禁。

## 1916年

### 1月
1月4日，北京《新中国报》刊登《披露某国之阴谋》消息一则，抨击日本的侵华野心，本日晚被京师警察厅查封，编辑何宇澄、宋辽鹤等4人被捕。1月6日，该报发行人何斐被判处5年徒刑。
1月7日，交通部以“措辞悖谬”为由查禁《救国急进会王安澜宣言》。
1月12日，内务部宣布：所有使用民国纪年的报纸，一律停止邮寄；上海各报自即日起改用公元纪年。
1月13日，四川省会警察当局对成都《益州新报》进行“搜检”，并广布侦探，搜捕反对帝制的“谈国事者”。
1月14日，福建巡按使以“挑拨煽惑”罪名，查封旅闽日人主办的福州《闽报》。同日，从日本寄来的《王莽罪状并讨莽檄》、《留日各校学生联合筹备会警告国内外同胞书》因“反对帝制”遭浙江巡按使查禁。
1月26日，淞沪警察厅警告上海各报：如再不用洪宪纪元，即按《报纸条例》严行取缔。不少报纸便用6号小字将“洪宪纪元”四字，嵌于公历年月日之下，以为应付。
1月31日，上海《民国日报》、《新报》被交通部指“乱煽党惑机关”查封。

### 2月
2月2日，交通部查封“昌言助逆”之云南《国是报》。同日，内务部咨交通部查禁《联合报访事拍发电报》，诬其“淆惑观听”。
2月7日，交通部查禁《湘鄂各界同人泣告全国父老兄弟书》、《澳门华民维持国体联合会宣言书》。
2月11日，京师警察厅藉口“措词悖谬”查禁《留日学界对各友邦宣言书稿》、《蔡锷历史》。
2月17日，京师警察厅以“反对帝制”为由查禁“滇法国邮局寄出之印刷电报纸”。
2月21日，交通部查禁从日本长崎发行的《中华革新报》周刊，因其“鼓吹中国革命”。同日，内务部又以“煽惑”为由查禁《江西留学生哀告江西父老书》。
2月22日，香港《现象日报》因“有碍治安”遭京师警察厅查禁。
2月24日，内务部指上海《民信日报》“罔顾舆论，任意造谣，竟以逆党为倡义，以朝廷为袁政府，且敢大书御讳不避，实属罪大恶极”，“决系乱党机关”，通令查禁。

### 3月
3月，上海《申报》、《新闻报》、《民国日报》、《民信报》、《时事新报》、《中华新报》等报刊禁止在汉发行，甚至出售这些报纸的报贩也被捕入狱。
3月5日，湖北省将军以“破坏公债及钞票信用”为由，查禁《云南政府之布告》、《注意袁世凯所发之钞票公债》。
3月7日，交通部以“内容悖谬”为由查禁《女子唐家伟敬告全国女同胞》，同日又查禁天津日租界内《公民日报》，理由是其“未领执照，措词悖谬”。
3月10日，上海《民意报》“鼓吹构乱”而遭交通部查封。
3月11日，邮传司邮务科查封大连《泰东日报》，指其“意在煽乱”。
3月12日，交通部以“捏造文电”为由查禁《民意征实》。
3月中旬，内务部指天津《公民日报》“系属乱徒所组织”，“近日该报登载专电均属捏造，意欲藉此煽惑”，又指上海《民意报》“系在沪乱党”刊布的“逆报”，“专以造谣煽惑鼓吹构乱为事”，通令各地“一体从严查禁”。
3月26日，交通部以“意图煽惑”罪名查封云南省城《共和滇报》和贵州省城《铎报》。
3月28日，统率办事处以“词旨悖谬”为由查封上海《华报》。
3月31日，孙洪伊刷寄《代表进步党敬告各友邦书及誓除国贼之布告》被邮政总局以“破坏国家”罪名查禁。
年初，《公民报》，刊登反对帝制的言论，且揭露袁世凯与日本密谋签订“二十一条”，报馆因此被日租界当局查封。

### 4月
4月4日，重庆《正论日报》因非议帝制遭重庆行军总执法处封禁，发行人张楠、经理陈锡之被捕，张甚至被判处9年徒刑。
4月21日，《顺天时报》因“印有民国五年字样”遭交通部查封。
4月24日，“河北同志会刷寄函件”遭内务部指“任意诬诋”，被其查禁。

### 5月
5月14日，交通部查禁《孙文檄文》。
5月中旬，汉口警察厅禁止汉口《民报》、《天声报》、《武汉民报》在租界外发行。
5月18日，创刊才十来天的汉口《民报》主编黎宗岳被炸身亡，该报当日被封。同日，前《民立报》记者、《民国日报》发起人陈其美被袁世凯派人暗杀于上海。
5月31日，交通部查禁“东北护国军散寄之檄函”，指其“捏造谣言”。

### 某月
- 吉林省滨江东陲通讯社人员因发售反帝制报纸而被逮捕。
- 广州《华国报》主笔林灿予因一篇《大盗移国论》遭到通缉。